# 娜杰日达·列昂尼多芙娜·伊利英娜
娜杰日达·列昂尼多芙娜·伊利英娜（俄语：Надежда Леонидовна Ильина；1949年1月24日—2013年12月7日）是一位俄罗斯运动员，主要参加400米赛跑。
伊利英娜在莫斯科迪纳摩队接受训练。1976年，她代表苏联参加了在加拿大蒙特利尔举行的夏季奥运会女子4 x 400米比赛，与队友因塔·克利莫维恰、柳德米拉·阿克肖诺娃和纳塔利娅·索科洛娃一起获得铜牌。她是俄罗斯网球明星娜佳·彼得罗娃的母亲。
2013年12月，伊利英娜因车祸去世。